# Eretes sticticus
Eretes sticticus é uma espécie de insetos coleópteros pertencente à família Dytiscidae.
A autoridade científica da espécie é Linnaeus, tendo sido descrita no ano de 1767.
Trata-se de uma espécie presente no território português.